# Démographie de L'Abergement-de-Varey
La démographie de L'Abergement-de-Varey est caractérisée par une densité faible et une population en croissance modérée depuis les années 1950.
En 2014, L'Abergement-de-Varey comptait 239  habitants, soit une évolution de 20.7 % par rapport à 2006. La commune occupait le 354e rang en nombre d'habitants sur les 419 communes que compte le département.
L'évolution démographique, les indicateurs démographiques, la pyramide des âges, l'état matrimonial, les caractéristiques de l'emploi et le niveau de formation sont détaillées ci-après.

## Évolution démographique
L'évolution du nombre d'habitants est connue à travers les recensements de la population effectués périodiquement dans la commune depuis 1793. 
Le maximum de la population a été atteint en 1806 avec 559 habitants. Dès le début des années 1900, la commune a connu un déclin démographique jusque dans les années 1960 puis une hausse modérée jusqu'à nos jours.
Une réforme du mode de recensement permet à l'Insee de publier les populations légales des communes annuellement à partir de 2006. Pour les communes de moins de 10 000 habitants, les recensements ont lieu tous les cinq ans, les populations légales intermédiaires sont quant à elles estimées par calcul. Le premier recensement exhaustif de la commune entrant dans le cadre de ce nouveau dispositif a eu lieu en 2006.
En 2014, L'Abergement-de-Varey comptait 239  habitants, soit une évolution de 20.7 % par rapport à 2006. La commune occupait le 354e rang en nombre d'habitants sur les 419 communes que compte le département.
| 1793 | 1800 | 1806 | 1821 | 1831 | 1836 | 1841 | 1846 | 1851 |
| ---- | ---- | ---- | ---- | ---- | ---- | ---- | ---- | ---- |
| 532  | 541  | 559  | 546  | 552  | 539  | 549  | 547  | 540  |

| 1856 | 1861 | 1866 | 1872 | 1876 | 1881 | 1886 | 1891 | 1896 |
| ---- | ---- | ---- | ---- | ---- | ---- | ---- | ---- | ---- |
| 486  | 496  | 491  | 496  | 484  | 490  | 486  | 421  | 391  |

| 1901 | 1906 | 1911 | 1921 | 1926 | 1931 | 1936 | 1946 | 1954 |
| ---- | ---- | ---- | ---- | ---- | ---- | ---- | ---- | ---- |
| 357  | 323  | 291  | 256  | 253  | 219  | 203  | 190  | 157  |

| 1962 | 1968 | 1975 | 1982 | 1990 | 1999 | 2006 | 2011 | 2014 |
| ---- | ---- | ---- | ---- | ---- | ---- | ---- | ---- | ---- |
| 103  | 88   | 106  | 136  | 159  | 168  | 198  | 234  | 239  |

## Indicateurs démographiques

### Densité
La densité de la population de L'Abergement-de-Varey est passée de 9,6 habitants/km2 en 1968 à 22,6 en 2009. Cette densité est, en 2009, 4,5 fois plus faible que la densité moyenne du département de l'Ain (102,2) et 5,1 fois que celle de la France métropolitaine (114,8).
Cet indicateur se situe au 343e rang au niveau départemental (sur 419 communes) et au 24 896e au niveau national (France métropolitaine), sur 36 575 communes.
| \| \| L'Abergement-de-Varey \| L'Abergement-de-Varey \| L'Abergement-de-Varey \| L'Abergement-de-Varey \| L'Abergement-de-Varey \| L'Abergement-de-Varey \| Ain \| France \| \| \| 1968 \| 1975 \| 1982 \| 1990 \| 1999 \| 2009 \| 2009 \| 2009 \| \| ------------------------- \| --------------------- \| --------------------- \| --------------------- \| --------------------- \| --------------------- \| --------------------- \| ------- \| ---------- \| \| Population \| 88 \| 106 \| 136 \| 159 \| 167 \| 207 \| 588 853 \| 62 465 709 \| \| Densité moyenne (hab/km²) \| 9,6 \| 11,6 \| 14,9 \| 17,4 \| 18,3 \| 22,6 \| 102,2 \| 114,8 \| |                       |                       |                       |                       |                       |                       |         |            |
| | L'Abergement-de-Varey | L'Abergement-de-Varey | L'Abergement-de-Varey | L'Abergement-de-Varey | L'Abergement-de-Varey | L'Abergement-de-Varey | Ain     | France     |
| | 1968                  | 1975                  | 1982                  | 1990                  | 1999                  | 2009                  | 2009    | 2009       |
| Population | 88                    | 106                   | 136                   | 159                   | 167                   | 207                   | 588 853 | 62 465 709 |
| Densité moyenne (hab/km²) | 9,6                   | 11,6                  | 14,9                  | 17,4                  | 18,3                  | 22,6                  | 102,2   | 114,8      |

.

### Soldes naturels et migratoires
L'augmentation moyenne annuelle s'est relativement tassée depuis les années 1970. De 2,7 % sur la période 1968-1975, elle est passée à 2,2 % sur la période 1999-2009, quand celle du département de l'Ain est passée de 1,5 % à 1,3 %. Le solde naturel annuel, qui est la différence entre  le nombre de naissances et le nombre de décès enregistrés au cours d'une même année, connaît une forte augmentation, puisque la variation annuelle due au solde naturel passe de -1,2 à 0,7. L'augmentation du taux de natalité, qui passe de 7,5 % à 19,5 %, est en fait relativement compensée par la baisse du taux de mortalité, qui parallèlement passe de 10,9 à 8,6.
Le flux migratoire connaît un recul, le taux annuel passant de 3,9 à 1,5 %, traduisant une baisse des implantations nouvelles dans la commune.
En 1999, comme en 2009, ont été dénombrées aucune naissance et un décès. Le nombre annuel des naissances et décès a par contre varié entre ces deux dates, allant jusqu'à sept naissances en 2004 et cinq décès en 2007.
Le taux de natalité est passé de 7,5 ‰ sur la période 1968-1975 à 19,5 ‰  sur la période 1999-2009.  Celui du département était sur la période 1999-2009 de 12,5 ‰ et celui de la France métropolitaine de  12,8 ‰.
Le taux de mortalité est quant à lui passé de 19,5 ‰ sur la période 1968-1975 à 12,5 ‰  sur la période 1999-2009. Celui du département était sur cette dernière période de 7,6 ‰ et celui de la France de 8,8 ‰.
| Évolution sur la période 1968-2009 \| \| \| 1968 à 1975 \| 1975 à 1982 \| 1982 à 1990 \| 1990 à 1999 \| 1999 à 2009 \| \| Commune \| Variation annuelle moyenne de la population (en %) \| 2,7 \| 3,6 \| 2 \| 0,5 \| 2,2 \| \| Commune \| - due au solde naturel (en %) \| -1,2 \| -0,7 \| 0 \| 0,5 \| 0,7 \| \| Commune \| - due au solde apparent des entrées sorties (en %) \| 3,9 \| 4,3 \| 2 \| 0 \| 1,5 \| \| Commune \| Taux de natalité (en ‰) \| 7,5 \| 4,8 \| 8,6 \| 13,7 \| 19,5 \| \| Commune \| Taux de mortalité (en ‰) \| 19,5 \| 12 \| 8,6 \| 8,2 \| 12,5 \| \| Département \| Variation annuelle moyenne de la population (en %) \| 1,5 \| 1,5 \| 1,5 \| 1 \| 1,3 \| \| France \| Variation annuelle moyenne de la population (en %) \| 0,8 \| 0,5 \| 0,5 \| 0,4 \| 0,7 \| | Mouvements naturels sur la période 1999-2009 Naissances Décès |             |             |             |             |             |
| |                                                               | 1968 à 1975 | 1975 à 1982 | 1982 à 1990 | 1990 à 1999 | 1999 à 2009 |
| Commune | Variation annuelle moyenne de la population (en %)            | 2,7         | 3,6         | 2           | 0,5         | 2,2         |
| Commune | - due au solde naturel (en %)                                 | -1,2        | -0,7        | 0           | 0,5         | 0,7         |
| Commune | - due au solde apparent des entrées sorties (en %)            | 3,9         | 4,3         | 2           | 0           | 1,5         |
| Commune | Taux de natalité (en ‰)                                       | 7,5         | 4,8         | 8,6         | 13,7        | 19,5        |
| Commune | Taux de mortalité (en ‰)                                      | 19,5        | 12          | 8,6         | 8,2         | 12,5        |
| Département | Variation annuelle moyenne de la population (en %)            | 1,5         | 1,5         | 1,5         | 1           | 1,3         |
| France | Variation annuelle moyenne de la population (en %)            | 0,8         | 0,5         | 0,5         | 0,4         | 0,7         |

## Pyramide des âges
La pyramide des âges, à savoir la répartition par sexe et âge de la population, de la commune de L'Abergement-de-Varey en 2009 ainsi que, comparativement, celle du département du Loiret la même année, sont représentées avec les graphiques ci-dessous.
La population de la commune comporte 53 % d'hommes et 47 % de femmes. La tranche pour laquelle le déséquilibre est le plus prononcé en faveur des femmes est la tranche 45-59 ans (+15,8 % de femmes)

La population de la commune s'est rajeunie entre 1999 et 2009, le taux des personnes de 60 ans et plus passant de 27 % à 24 %, alors que parallèlement les populations du département et de la France ont quant à elles vieilli (passant respectivement de 18 à 20 % pour le Département et de 20 à 23 % pour la France métropolitaine). 
| \| \| L'Abergement-de-Varey \| L'Abergement-de-Varey \| L'Abergement-de-Varey \| L'Abergement-de-Varey \| Ain \| Ain \| France \| France \| \| \| 2009 \| 2009 \| 1999 \| 1999 \| 2009 \| 1999 \| 2009 \| 1999 \| \| -------------- \| --------------------- \| --------------------- \| --------------------- \| --------------------- \| ---- \| ---- \| ------ \| ------ \| \| \| nb \| % \| nb \| % \| % \| % \| % \| % \| \| Ensemble \| 207 \| 100 \| 167 \| 100 \| 100 \| 100 \| 100 \| 100 \| \| 0-14 ans \| 39 \| 19 \| 40 \| 24 \| 21 \| 21 \| 18 \| 19 \| \| 15-29 ans \| 31 \| 15 \| 16 \| 10 \| 17 \| 19 \| 19 \| 20 \| \| 30-44 ans \| 53 \| 26 \| 35 \| 21 \| 22 \| 23 \| 20 \| 22 \| \| 45-59 ans \| 34 \| 16 \| 30 \| 18 \| 20 \| 19 \| 20 \| 18 \| \| 60-74 ans \| 32 \| 15 \| 27 \| 16 \| 13 \| 12 \| 14 \| 13 \| \| 75 ans ou plus \| 19 \| 9 \| 19 \| 11 \| 7 \| 6 \| 9 \| 7 \| | 1999 2009             |                       |                       |                       |      |      |        |        |
| | L'Abergement-de-Varey | L'Abergement-de-Varey | L'Abergement-de-Varey | L'Abergement-de-Varey | Ain  | Ain  | France | France |
| | 2009                  | 2009                  | 1999                  | 1999                  | 2009 | 1999 | 2009   | 1999   |
| | nb                    | %                     | nb                    | %                     | %    | %    | %      | %      |
| Ensemble | 207                   | 100                   | 167                   | 100                   | 100  | 100  | 100    | 100    |
| 0-14 ans | 39                    | 19                    | 40                    | 24                    | 21   | 21   | 18     | 19     |
| 15-29 ans | 31                    | 15                    | 16                    | 10                    | 17   | 19   | 19     | 20     |
| 30-44 ans | 53                    | 26                    | 35                    | 21                    | 22   | 23   | 20     | 22     |
| 45-59 ans | 34                    | 16                    | 30                    | 18                    | 20   | 19   | 20     | 18     |
| 60-74 ans | 32                    | 15                    | 27                    | 16                    | 13   | 12   | 14     | 13     |
| 75 ans ou plus | 19                    | 9                     | 19                    | 11                    | 7    | 6    | 9      | 7      |

## État matrimonial légal des personnes de 15 ans ou plus
En 2009, la commune comptait 36,3 % de célibataires, 53,7 % de personnes mariées, 4,7 % de veufs ou veuves et 5,3 % de divorcé(e)s. Le taux de personnes mariées apparaît ainsi supérieur à celui du département (52,5 %) mais aussi de la France (47,5 %).
| \| \| L'Abergement-de-Varey \| L'Abergement-de-Varey \| L'Abergement-de-Varey \| Ain \| France \| \| ------------- \| --------------------- \| --------------------- \| --------------------- \| ------ \| ------ \| \| \| Hommes \| Femmes \| Total \| Total \| Total \| \| Célibataires \| 39,8 % \| 32,5 % \| 36,3 % \| 33,3 % \| 37,5 % \| \| Marié(e)s \| 54,5 % \| 52,5 % \| 53,7 % \| 52,5 % \| 47,5 % \| \| Veufs, veuves \| 1,1 % \| 8,8 % \| 4,7 % \| 6,8 % \| 7,7 % \| \| Divorcé(e)s \| 4,5 % \| 6,3 % \| 5,3 % \| 7,4 % \| 7,4 % \| |                       |                       |                       |        |        |
| | L'Abergement-de-Varey | L'Abergement-de-Varey | L'Abergement-de-Varey | Ain    | France |
| | Hommes                | Femmes                | Total                 | Total  | Total  |
| Célibataires | 39,8 %                | 32,5 %                | 36,3 %                | 33,3 % | 37,5 % |
| Marié(e)s | 54,5 %                | 52,5 %                | 53,7 %                | 52,5 % | 47,5 % |
| Veufs, veuves | 1,1 %                 | 8,8 %                 | 4,7 %                 | 6,8 %  | 7,7 %  |
| Divorcé(e)s | 4,5 %                 | 6,3 %                 | 5,3 %                 | 7,4 %  | 7,4 %  |

## Emploi
En 2009, les professions intermédiaires représentaient, avec 46 emplois, la catégorie socioprofessionnelle la plus importante de la population active de la commune (27,7 % contre 13,2 au niveau départemental). En 1999, ils étaient 12 et représentaient9,1 % de la population active.
La commune comptait par ailleurs en 2009 57 retraités, soit 34 % de la population de la commune et 6,7 % de plus que le taux départemental. Cet écart s'est toutefois réduit par rapport à celui de 1999 puisqu'il était alors de 14 %.
| \| \| L'Abergement-de-Varey \| L'Abergement-de-Varey \| L'Abergement-de-Varey \| L'Abergement-de-Varey \| Ain \| Ain \| France \| France \| \| ------------------------------------------------- \| --------------------- \| --------------------- \| --------------------- \| --------------------- \| ---- \| ---- \| ------ \| ------ \| \| 2009 \| 2009 \| 1999 \| 1999 \| 2009 \| 1999 \| 2009 \| 1999 \| \| \| nb \| % \| nb \| % \| % \| % \| % \| % \| \| \| Ensemble \| 166 \| 100 \| 132 \| 100 \| 100 \| 100 \| 100 \| 100 \| \| Agriculteurs exploitants \| 0 \| 0 \| 0 \| 0 \| 0,9 \| 1,4 \| 1 \| 1,4 \| \| Artisans, commerçants, chefs d'entreprise \| 4 \| 2,1 \| 4 \| 3 \| 3,7 \| 4,2 \| 3,3 \| 3,5 \| \| Cadres et professions intellectuelles supérieures \| 18 \| 10,6 \| 8 \| 6,1 \| 8 \| 5,9 \| 8,7 \| 6,7 \| \| Professions intermédiaires \| 46 \| 27,7 \| 12 \| 9,1 \| 15,5 \| 13,2 \| 13,9 \| 12,1 \| \| Employés \| 7 \| 4,3 \| 12 \| 9,1 \| 16,8 \| 16,1 \| 16,6 \| 16,5 \| \| Ouvriers \| 28 \| 17 \| 16 \| 12,1 \| 16,8 \| 18,6 \| 13,5 \| 14,9 \| \| Retraités \| 57 \| 34 \| 48 \| 36,4 \| 24,2 \| 20,9 \| 26,2 \| 22,4 \| \| Autres personnes sans activité professionnelle \| 7 \| 4,3 \| 32 \| 24,2 \| 14 \| 19,8 \| 16,9 \| 22,6 \| | 1999 2009             |                       |                       |                       |      |      |        |        |
| | L'Abergement-de-Varey | L'Abergement-de-Varey | L'Abergement-de-Varey | L'Abergement-de-Varey | Ain  | Ain  | France | France |
| 2009 | 2009                  | 1999                  | 1999                  | 2009                  | 1999 | 2009 | 1999   |        |
| nb | %                     | nb                    | %                     | %                     | %    | %    | %      |        |
| Ensemble | 166                   | 100                   | 132                   | 100                   | 100  | 100  | 100    | 100    |
| Agriculteurs exploitants | 0                     | 0                     | 0                     | 0                     | 0,9  | 1,4  | 1      | 1,4    |
| Artisans, commerçants, chefs d'entreprise | 4                     | 2,1                   | 4                     | 3                     | 3,7  | 4,2  | 3,3    | 3,5    |
| Cadres et professions intellectuelles supérieures | 18                    | 10,6                  | 8                     | 6,1                   | 8    | 5,9  | 8,7    | 6,7    |
| Professions intermédiaires | 46                    | 27,7                  | 12                    | 9,1                   | 15,5 | 13,2 | 13,9   | 12,1   |
| Employés | 7                     | 4,3                   | 12                    | 9,1                   | 16,8 | 16,1 | 16,6   | 16,5   |
| Ouvriers | 28                    | 17                    | 16                    | 12,1                  | 16,8 | 18,6 | 13,5   | 14,9   |
| Retraités | 57                    | 34                    | 48                    | 36,4                  | 24,2 | 20,9 | 26,2   | 22,4   |
| Autres personnes sans activité professionnelle | 7                     | 4,3                   | 32                    | 24,2                  | 14   | 19,8 | 16,9   | 22,6   |

## Niveau de formation
Le taux de personnes non scolarisées sans diplôme a diminué entre 1999 (14 %) et 2009 (8,9 %). Il est inférieur à celui de l'Ain (17,1 %)  et au taux national relatif à la France métropolitaine (18,3 %).
Parallèlement le taux de personnes titulaires d'un diplôme de l'enseignement supérieur long est passé de 9,9 % en 1999 à 19 % en 2009, un taux supérieur à celui de l'Ain (10,6 %)  et au taux national relatif à la France métropolitaine (12,7 %).
| \| \| L'Abergement-de-Varey \| L'Abergement-de-Varey \| L'Abergement-de-Varey \| L'Abergement-de-Varey \| Ain \| Ain \| France \| France \| \| --------------------------------------------------------- \| --------------------- \| --------------------- \| --------------------- \| --------------------- \| ---- \| ---- \| ------ \| ------ \| \| 2009 \| 2009 \| 1999 \| 1999 \| 2009 \| 1999 \| 2009 \| 1999 \| \| \| nb \| % \| nb \| % \| % \| % \| % \| % \| \| \| \| 158 \| 100 \| 121 \| 100 \| 100 \| 100 \| 100 \| 100 \| \| Aucun diplôme \| 14 \| 8,9 % \| 17 \| 14 % \| 17,1 \| 18,4 \| 18,3 \| 20 \| \| Titulaires du certificat d'études primaires \| 11 \| 6,7 % \| 25 \| 20,7 % \| 11,2 \| 18,4 \| 11,1 \| 17,6 \| \| Titulaires du BEPC, brevet des collèges \| 5 \| 3,4 % \| 6 \| 5 % \| 5,7 \| 7,4 \| 6,3 \| 8,1 \| \| Titulaires d'un CAP ou d'un BEP \| 35 \| 22,3 % \| 32 \| 26,4 % \| 26,5 \| 27,6 \| 24 \| 25 \| \| Titulaires d'un baccalauréat ou d'un brevet professionnel \| 29 \| 18,4 % \| 18 \| 14,9 % \| 16,4 \| 12,4 \| 15,9 \| 12,1 \| \| Titulaires d'un diplôme de l'enseignement supérieur court \| 34 \| 21,2 % \| 11 \| 9,1 % \| 16,4 \| 8,8 \| 11,8 \| 8,5 \| \| Titulaires d'un diplôme de l'enseignement supérieur long \| 30 \| 19 % \| 12 \| 9,9 % \| 10,6 \| 7 \| 12,7 \| 8,8 \| | 1999 2009             |                       |                       |                       |      |      |        |        |
| | L'Abergement-de-Varey | L'Abergement-de-Varey | L'Abergement-de-Varey | L'Abergement-de-Varey | Ain  | Ain  | France | France |
| 2009 | 2009                  | 1999                  | 1999                  | 2009                  | 1999 | 2009 | 1999   |        |
| nb | %                     | nb                    | %                     | %                     | %    | %    | %      |        |
| | 158                   | 100                   | 121                   | 100                   | 100  | 100  | 100    | 100    |
| Aucun diplôme | 14                    | 8,9 %                 | 17                    | 14 %                  | 17,1 | 18,4 | 18,3   | 20     |
| Titulaires du certificat d'études primaires | 11                    | 6,7 %                 | 25                    | 20,7 %                | 11,2 | 18,4 | 11,1   | 17,6   |
| Titulaires du BEPC, brevet des collèges | 5                     | 3,4 %                 | 6                     | 5 %                   | 5,7  | 7,4  | 6,3    | 8,1    |
| Titulaires d'un CAP ou d'un BEP | 35                    | 22,3 %                | 32                    | 26,4 %                | 26,5 | 27,6 | 24     | 25     |
| Titulaires d'un baccalauréat ou d'un brevet professionnel | 29                    | 18,4 %                | 18                    | 14,9 %                | 16,4 | 12,4 | 15,9   | 12,1   |
| Titulaires d'un diplôme de l'enseignement supérieur court | 34                    | 21,2 %                | 11                    | 9,1 %                 | 16,4 | 8,8  | 11,8   | 8,5    |
| Titulaires d'un diplôme de l'enseignement supérieur long | 30                    | 19 %                  | 12                    | 9,9 %                 | 10,6 | 7    | 12,7   | 8,8    |